# Tipula reversa
Tipula reversa är en tvåvingeart som beskrevs av Alexander 1956. Tipula reversa ingår i släktet Tipula och familjen storharkrankar. Inga underarter finns listade i Catalogue of Life.